# Rune Söderqvist
Erik Rune Söderqvist, född 27 juli 1935 i Västerviks församling i Kalmar län, död 27 augusti 2014 i S:t Johannes församling i Stockholm, var en svensk affischdesigner, reklamtecknare och illustratör.
Han designade den ikoniska Abba-logotypen med det spegelvända B:et och formgav ett flertal skivomslag för Abba. Han var också konstnär samt lärare och rektor för Beckmans designhögskola i Stockholm.
Han var 1960 till 1971 gift med textilläraren Birgitta Skoglund (född 1936). Han fick fem barn: Christoffer, Sofia, Tobias, Ebba och Rut.

## Filmografi i urval
- 1977 – Abba – the Movie (förtexter)
- 1979 – Jag är med barn (roll)
- 1980 – Två stora tidningar (art director)
- 1983 – P&B (övrig medarbetare)